# Plymouth, Massachusetts
Plymouth  je grad u američkoj saveznoj državi - Massachusetts, na sjeveroistoku Sjedinjenih Američkih Država od 56 468 stanovnika.
Grad je dobio ime po istoimenom engleskom lučkom gradu - Plymouth, iz kojeg su isplovili krajem godine 1620. osnivači grada na brodu Mayflower.

## Zemljopisne karakteristike
Plymouth leži u istoimenom zaljevu Plymouth, udaljen 60 km jugoistočno od Bostona, s kojim je praktički spojen u veliku konurbaciju - zvanu Veliki Boston koja ima preko 4 500 000 stanovnika.

## Povijest
Rana povijest Plymoutha vezana je uz Koloniju Plymouth,  prvu englesku koloniju u Novoj Engleskoj koju su osnovali plimutski hodočasnici u jesen 1620.
Oni su bili vjerski separatisti, nezadovoljni anglikanskom crkvom i njenom praksom (kasnije nazvani hodočasnici / pilgrims), koji su u potrazi za vjerskom tolerancijom, prvo pobjegli u nizozemski grad Leiden, gdje su 1608. osnovali svoje udruženje. Oko 1618. njih 35 odlučilo je nezadovoljno životom u stranoj sredini, otići u sjevernoameričku Virginiju, pa su se da bi prikupili novce vratili u Englesku i osnovali dioničko društvo, koje je dobilo kredite od nekih londonskih trgovaca. Krajem ljeta 1920. unajmili su jedrenjak Mayflower i ispovili iz engleske luke Plymouthsa 100 kolonista.  Oni su još na brodu sastavili ugovor, o budućoj organizaciji života u svojoj koloniji. Bit tog ugovora je bila da će između sebe demokratski izabrati političko tijelo (zapravo crkveno vijeće) koje će upravljati kolonijom. To je u ono vrijeme bio pravi kopernikanski obrat - jer se tad smatralo da se vlast može dobiti samo od boga, i od njegovih posrednika na zemlji (dakle kraljeva, biskupa itd) koji su po predanju, također dobili vlast od boga, to da bi svoju vlast narod mogao sam izabrati - bilo je ravno bogohuljenju.
Njih je oluja skrenula s kursa, pa su umjesto do Zaljeva Chesapeake doplovili do obale Sjeverne Amerike kod Rta Cod
Prema legendi, hodočasnici su se iskrcali na mjestu - Plymouthski kamen (Plymouth Rock) 26. prosinca i tu izgradili naselje s utvrdom i obrambeni toranj na brdu Burial (groblje), tako su ga nazvali jer su tu pokopali prvog guvernera Williama Bradforda i druge članove s Mayflowera.
Polovica kolonista od njih 99 koliko se iskrcalo, umrla je od gladi prve zime, jer nisu bili vični poljoprivredi. Uz pomoć blagonaklonih indijanaca iz okolice, naučili su saditi kukuruz i loviti, pa su uz vodstvo, upornog i vještog prvog guvernera Williama Bradforda, uspjeli su stati na vlastite noge. Vremenom se njihovo naselje popunilo drugim kolonistima tako da je njihovo naselje postalo 1633. sjedište Kolonije Plymouth.Prodajom krzna, uspjeli su se riješiti financijskih obaveza prema londonskim financijerima. Njihova kolonija se širila i teritorijalno, zemlju su besplatno dijelili na male parcele (ali je svako naselje moralo imati zajedničku zemlju, za javne potrebe) pa je njihova kolonija rasla, tako da ih je 1643. već bilo oko 2 000, a na kraju 1691. su dogurali do 7 000 stanovnika. Te iste godine apsorbirala ih je puritanska Kolonija Zaljeva Massachusetts iz obližnjeg Bostona.
Plymouth je nakon tog počeo zaostajati u konkurenciji s Bostonom, pa je postao gradić ribarstva i brodogradnje okrenut pomorstvu.

## Znamenitosti i atrakcije
Najveća atrakcija Plymoutha je muzej na otvornom, replika naselja prvih kolonista pilgrima - Kolonije Plymouth - Plymouth Plantation osnovan 1947. U gradskoj luci stoji usidren i jedrenjak - Mayflower (njegova replika) kojim su doplovili 1620.
Grad ima i najstariji muzej u državi Pilgrim Hall  (izgrađen 1824.), velika atrakcija za turiste je i drvena kuća Harlow Old Fort iz 17. st s originalnim namještajem iz tog vremena.
Plymouth je poznat i po brojnim obnovljenim kućama iz kolonijalnog doba; Richard Sparrow House (1640.), Edward Winslow House (1699.) i Jabez Howland House. Za amerikance je neobično važan spomenik - Kamen iz Plymoutha, kog su otkrili 1741., on je postao simbol slobode za vrijeme predrevolucionarnih agitacija 1774.
Na brdu iznad grada visokom 25 m, podignut je hram u neoklasicističkom stilu, koji je nacionalni spomenik posvećen predcima (pilgrimima), iz 1889. U okolici Plymoutha nalazi se park prirode - Šuma Myles Standish, na površini od 44 km².

## Gospodarstvo
Zbog svog položaja na moru, i velikog povijesnog značaja za Plymouth je danas velika turistička meka Sjedinjenih Američkih Država. Pored turizma za ekonomiju grada važno je ribarstvo, brodogradnja i nešto pogona lake industrije.

## Vanjske poveznice
- Službene stranice grada (engl.)
- Plymouth na portalu Encyclopædia Britannica (engl.)